# Portugalska književnost
Portugalska književnost je, uopšteno govoreći, literatura napisana na portugalskom jeziku, naročito zaslugom građana Portugalije. Termin se takođe se može odnositi na literaturu koju su napisali ljudi koji žive u Portugaliji, Brazilu, Angoli i Mozambiku, kao i drugim zemljama portugalskog govornog područja. Jedan rani primer portugalske književnosti je tradicija srednjovekovne galicijsko-portugalske poezije, izvorno razvijene u Galiciji i severnoj Portugaliji. Portugalsku književnost odlikuje bogatstvo i raznolikost lirske poezije, koja je karakteriše od početka svog jezika, nakon rimske okupacije; bogatstvom istorijskog pisanja koje dokumentuje portugalske vladare, osvajanja i širenje; do tada razmatranog zlatnog doba renesansnog perioda, čiji je deo moralna i alegorijska renesansna drama Gil Vicentea, Bernardima Ribeira, Sa de Mirande i posebno velika nacionalna epika Luisa de Kamoesa iz 16. veka, autora nacionalne i epske poeme Os Lusiadas (Luzijade).
Sedamnaesti vek je obeležen uvođenjem baroka u Portugaliji i generalno se smatra vekom književne dekadencije, uprkos postojanju pisaca poput oca Antonija Vieire, oca Manuela Bernardesa i Francisko Rodrigues Loba.
Pisci osamnaestog veka pokušali su da se suprotstave očiglednoj dekadenciji barokne etape nastojeći da vrate nivo kvaliteta postignutog tokom zlatnog doba, stvaranjem akademija i književnih arkadija - bilo je to vreme neoklasicizma. U devetnaestom veku napušteni su neoklasični ideali, pri čemu je Almeida Garet uveo romantizam, a sledili su je Aleksandre Herkulano i Kamilo Kastelo Branko.
U drugoj polovini devetnaestog veka, u pisanju romana razvio se realizam (naturalističkih karakteristika), čiji su predstavnici bili Esa de Kueiroz i Ramalo Ortigao. Književne tokove tokom dvadesetog veka uglavnom predstavlja Fernando Pesoa, koji se smatra jednim od najvećih nacionalnih pesnika zajedno sa Kamoesom. U kasnijim godinama došlo je do razvoja prozne fantastike zahvaljujući autorima kao što su Antonio Lobo Antunes i Hoze Saramago, dobitnik Nobelove nagrade za književnost.

## Rađanje književnog jezika

### Stihovi
Rani naučnici poput Henri Roseman Langa i Karoline Mišailis de Vaskoncelos su smatrali da je autohtona popularna poezija postojala pre početka pisanog zapisa, iako prve pesme koje se mogu datirati (pregršt pesama između 1200. i 1225. godine) pokazuju uticaje iz Provanse. Ove pesme su sastavljene na galicijsko-portugalskom, poznatom i kao staroportugalski. Prva poznata mesta poetske aktivnosti bili su aristokratski dvorovi u Galiciji i na severu Portugalije (to je poznato zahvaljujući nedavnom radu portugalskog istoričara Antonija Resende de Oliveire). Nakon toga centar je premešten na dvor Alfonsa X (Mudrog kralja), kralja Kastilje i Leona (itd). Neki od istih pesnika (i drugi) bavili su se svojim zanatom na dvoru Afonsa III od Portugala, koji se školovao u Francuskoj. Glavni rukopisni izvori za galicijsko-portugalski stih su Cancioneiro da Ajuda, verovatno rukopis s kraja 13. veka, Cancioneiro da Vaticana i Cancioneiro da Biblioteca Nacional (takođe nazvan Cancioneiro Colocci-Brancuti). Oba ova potonja kodeksa prepisana su u Rimu po nalogu italijanskog humaniste Angela Koločija, verovatno oko 1525. godine.
Došlo je do kasnog procvata tokom vladavine kralja Dinisa I (1261–1325), vrlo učenog čoveka, čiji radovi sačinjavaju najveći deo sačuvanog materijala (137 tekstova). Glavni žanrovi koji su se praktikovala bili su kantiga d'amor muškog glasa, kantiga d'amigo ženskog glasa (mada su svi pesnici bili muškarci) i poezija uvrede, nazvana kantigas d'eskarnio e maldizer (pesme poruge i uvrede). Ova dvorska poezija iz 13. veka, koja se uglavnom bavi ljubavlju i ličnom uvredom (često pogrešno nazvanom satirom), ne potiče u potpunosti iz provansalskih modela i konvencija (kao što se često napominje). Većina naučnika i kritičara favorizuje kantigas d'amigo radove, koji su verovatno bio „ukorenjeni u lokalnoj narodnoj pesmi“, i u svakom slučaju su najveće preživelo telo ljubavne lirike ženskog glasa očuvano iz antičke ili srednjovekovne Evrope. Ukupan korpus srednjovekovne galicijsko-portugalske lirike, isključujući Kantigas de Santa Marija, sastoji se od oko 1.685 tekstova. Pored gore pomenutih velikih rukopisa, dostupno je i nekoliko pesama sa muzikom u Vindelskom pergamentu, koji sadrži melodije za šest kantiga damigo Martina Kodaksa i Šarerskog pergamenta, fragment folija sa sedam kantiga d'amor kralja Dinisa. U oba ova rukopisa pesme su iste kao i one koje se nalaze u većim kodeksima, štaviše u istom redosledu.

## Literatura
- Parkinson, Stephen, Cláudia Pazos Alonso, and T. F. Earle, eds. A Companion to Portuguese Literature. Woodbridge, Suffolk; Rochester, NY: Boydell & Brewer, 2009.
- Asensio, Eugenio (1970). Poética e realidad en el cancionero peninsular de la Edad Media..  (2nd изд.). Madrid: Gredos. Недостаје или је празан параметар |title= (помоћ)
- Cohen, Rip. (2003), 500 Cantigas d’Amigo, edição crítica/critical edition. Porto: Campo das Letras. https://jscholarship.library.jhu.edu/handle/1774.2/33843
- Ferreira, Manuel Pedro (1986). O Som de Martin Codax. Sobre a dimensão musical da lírica galego-portuguesa (séculos XII-XIV.). Lisbon: UNISYS/ Imprensa Nacional - Casa de Moeda.
- Ferreira, Manuel Pedro. (2005). Cantus Coronatus: 7 Cantigas d'El Rei Dom Dinis. Kassel: Reichenberger.
- Lanciani, Giulia and Giuseppe Tavani (edd.).  Dicionário da Literatura Medieval Galega e Portuguesa. Lisbon: Caminho. 1993.
- Lanciani, Giulia, and Giuseppe Tavani (1998). A cantiga de escarnho e maldizer.. tr. Manuel G. Simões. Lisbon: Edições Colibri.
- Lang, Henry R (1894). Das Liederbuch des Königs Denis von Portugal. rpt. Hildesheim - New York: Georg Olms Verlag, 1972.. zum ersten mal vollständig herausgegeben und mit Einleitung, Anmerkungen und Glossar versehen. Halle a.S.: Max Niemeyer.
- Lang, H. R. (1895). „The Relations of the Earliest Portuguese Lyric School with the Troubadours and Trouvères.”. Modern Language Notes. 10 (4): 104—116. JSTOR 2918189. doi:10.2307/2918189. . (April 1895),.
- Lapa, Manuel Rodrigues. 1970. Cantigas d'escarnho e de mal dizer dos cancioneiros medievais galego-portugueses, edição crítica (2nd изд.). Vigo: Editorial Galaxia.
- Mettmann, Walter. 1959-72. Afonso X, o Sabio. Cantigas de Santa Maria. 4 vols.  Coimbra: Por ordem da Universidade (rpt. Vigo: Ediçóns Xerais de Galicia, 1981).
- Michaëlis de Vasconcellos, Carolina (1904). Cancioneiro da Ajuda. rpt. with Michaëlis 1920, Lisboa: Imprensa Nacional - Casa de Moeda, 1990.. edição critica e commentada. 2 vols. Halle a.S.: Max Niemeyer.
- Michaëlis de Vasconcellos, Carolina (1920). „Glossário do Cancioneiro da Ajuda”. Revista Lusitana. 23: 1—95.
- Nobiling, Oskar. 1907a. As Cantigas de D. Joan Garcia de Guilhade, Trovador do Seculo XIII, edição critica, com notas e introdução. Erlangen: Junge & Sohn (= Romanische Forschungen 25 [1908]: 641-719).
- Nunes, José Joaquim. 1926-28. Cantigas d’amigo dos trovadores galego-portugueses, edição crítica acompanhada de introdução, comentário, variantes, e glossário. 3 vols. Coimbra: Imprensa da Universidade (rpt. Lisbon: Centro do Livro Brasileiro, 1973).
- Nunes, José Joaquim (1932). Cantigas d'amor dos trovadores galego-portugueses. rpt. Lisbon: Centro do Livro Brasileiro, 1972.. Edição crítica acompanhada de introdução, comentário, variantes, e glossário. Coimbra: Imprensa da Universidade.
- Oliveira, António Resende de.  Depois do Espectáculo Trovadoresco, a estrutura dos cancioneiros peninsulares e as recolhas dos séculos XIII e XIV. Lisbon: Edi. 1994.ções Colibri.
- Pena, Xosé Ramón. 2002. "Historia da literatura medieval galego-portuguesa". Vigo: Edicións Xerais.
- cite journal|title=The Discovery of Seven cantigas d'amor by Dom Dinis with Musical Notation. |journal= Hispania|date=|journal= Hispania|date=1991 |volume=74|volume=74|issue=2|pages=459–461|doi=10.2307/344862 |jstor=344862 |issue=2|pages=459–461|doi= 10.2307/344862|jstor=344862 |last1= Sharrer|first1= Harvey L.}}
- Stegagno Picchio, Luciana (1982). La Méthode philologique. Écrits sur la littérature portugaise.. 2 vols.  Paris: Fundação Calouste Gulbenkian, Centro Cultural Português.
- Tavani, Giuseppe. (2002). Trovadores e Jograis: Introdução à poesia medieval galego-portuguesa. Lisbon: Caminho.
- Barton, Simon. (1997). The Aristocracy in Twelfth-Century León and Castile. Cambridge: Cambridge University Press. ISBN 0-521-49727-2.. .
- Rodrigues, Linda M. A (зима 1990). „On Originality, Courtly Love, and the Portuguese Cantigas.”. Luso-Brazilian Review. 27 (2): 95—107. JSTOR 3513356.
- Tolman, Earl Dennis (1971). „Critical Analysis of a Cantiga d'Escarnho.”. Luso-Brazilian Review. 8 (2): 54—70. JSTOR 3513048. Luso-Brazilian Review. . (Winter 1971),.
- Bergin, Thomas Goddard, Jennifer Speake (2004). Encyclopedia of the Renaissance and the Reformation. London: Infobase Publishing. ISBN 0816054517.
- Veríssimo Serrão, Joaquim (1978). História de Portugal - Volume III: O Século de Ouro (1495-1580). Lisboa: Verbo.
- Otto, ZWRTJES; Even Hovdhaugen (2004).  John Benjamins Publishing Company, ур. Missionary linguistics: selected papers from the First International Conference on Missionary Linguistics, Oslo, 13-16 March, 2003, Volume 1. John Benjamins. стр. 141—160. ISBN 9027245975.
- História da Lingua Portuguesa – „Instituto Camões website”. Архивирано из оригинала 06. 02. 2016. г. Приступљено 04. 12. 2020.
- A Língua Portuguesa in Universidade Federal do Rio Grande do Norte, Brazil
- Carta de dotação e fundação da Igreja de S. Miguel de Lardosa, a.D. 882 (o mais antigo documento latino-português original conhecido) „PROJECTO ORIGENS DO PORTUGUÊS - POCI/LIN/58815/2004 - CARTA de 882”. Архивирано из оригинала 10. 09. 2019. г.
- Poesia e Prosa Medievais (3rd изд.). ISBN 978-972-568-124-4.. by Maria Ema Tarracha Ferreira, Ulisseia 1998,
- Bases Temáticas – Língua, Literatura e Cultura Portuguesa in „Instituto Camões”. Архивирано из оригинала 05. 06. 2014. г. Приступљено 04. 12. 2020.
- Portuguese literature in The Catholic Encyclopedia
- Barbosa, Plínio A.; Albano, Eleonora C. (2004). „Brazilian Portuguese”. Journal of the International Phonetic Association. 34 (2): 227—232. doi:10.1017/S0025100304001756 .
- Bergström, Magnus & Reis, Neves Prontuário Ortográfico Editorial Notícias, 2004.
- Bisol, Leda (2005), Introdução a estudos de fonologia do português brasileiro (на језику: португалски), Porto Alegre – Rio Grande do Sul: EDIPUCRS, ISBN 978-85-7430-529-5
- Cruz-Ferreira, Madalena (1995). „European Portuguese”. Journal of the International Phonetic Association. 25 (2): 90—94. doi:10.1017/S0025100300005223.
- Grønnum, Nina (2005), Fonetik og fonologi, Almen og Dansk (3rd изд.), Copenhagen: Akademisk Forlag, ISBN 978-87-500-3865-8
- Mateus, Maria Helena; d'Andrade, Ernesto (2000), The Phonology of Portuguese, Oxford University Press, ISBN 978-0-19-823581-1
- Rodrigues, Marisandra Costa (2012), Encontros Vocálicos Finais em Português: Descrição e Análise Otimalista (PDF) (thesis), Universidade Federal do Rio de Janeiro, Архивирано из оригинала (PDF) 11. 10. 2017. г., Приступљено 25. 12. 2015
- Thomas, Earl W. (1974), A Grammar of Spoken Brazilian Portuguese, Nashville, TN: Vanderbilt University Press, ISBN 978-0-8265-1197-3
- Cook, Manuela. Portuguese Pronouns and Other Forms of Address, from the Past into the Future – Structural, Semantic and Pragmatic Reflections, Ellipsis, vol. 11, APSA, www.portuguese-apsa.com/ellipsis, 2013
- Cook, Manuela (1997). „Uma Teoria de Interpretação das Formas de Tratamento na Língua Portuguesa”. Hispania. 80 (3): 451—464. JSTOR 345821. doi:10.2307/345821.
- Cook, Manuela. On the Portuguese Forms of Address: From Vossa Mercê to Você, Portuguese Studies Review 3.2, Durham: University of New Hampshire, 1995
- Lindley Cintra, Luís F. „Nova Proposta de Classificação dos Dialectos Galego- Portugueses” (PDF). Архивирано из оригинала (PDF) 09. 11. 2013. г. Приступљено 04. 12. 2020. (PDF) Boletim de Filologia, Lisboa, Centro de Estudos Filológicos, 1971.